# Casa Vilella (Sitges)
La casa Vilella, també coneguda com a Residència Helvètica, és un edifici de Sitges (Garraf) inclòs a l'Inventari del Patrimoni Arquitectònic de Catalunya.

## Descripció
És un edifici aïllat de grans dimensions i planta rectangular format per planta baixa, dos pisos i golfes. La coberta és a dues vessants a dos nivells de teula àrab. La composició de la façana és gairebé simètrica (una de les ales és més simètrica que l'altra); el cos central és més elevat. La planta baixa ha estat molt modificada. L'accés a l'hostal es fa pel primer pis, que té als extrems dues finestres d'arc de mig punt i al cos central diverses obertures d'arc carpanell. Una marquesina d'obra separa el primer del segon pis, on hi ha una galeria formada per cinc arcs de mig punt i balcons rectangulars a banda i banda, amb barana de ferro. El pis de les golfes l'ocupen petites obertures emmarcades amb maó vist als cossos laterals, i una galeria central de vuit arcs, també de maó.
L'edifici, d'estil noucentista, presenta elements que encara tenen regust modernista i eclèctic noucentista, principalment la utilització de maó vist i la decoració d'inspiració oriental (arcs de la galeria del segon pis).

## Història
El 1919, Joan Vilella va demanar permís a l'Ajuntament per a la construcció d'una casa al passeig de la Ribera segons el projecte de l'arquitecte Joan Rubió i Bellver amb data del mes d'abril. El permís es va concedir el 5 de maig.
Durant la Guerra Civil espanyola, va allotjar la Casa-escuela Pueblo de Cuba, una institució d'acollida per a nens refugiats establerta el maig de 1938, que va arribar a acollir uns 75 minyons. La institució, dirigida per la pedagoga cubana Rosa Pastora Leclerc, estava sufragada per aportacions fetes pel poble cubà mitjançant l'Asociación de Auxilio al Niño del Pueblo Español. L'escola fou desmantellada pocs dies abans de l'entrada de les tropes nacionals a Sitges el 22 de gener de 1939.